# Анастазія Пустельник
Анастазія Пустельник, ДБЛ (народилася в Дильонґова) — польська черниця з Конгрегації дочок Божої любові, автор кулінарних книг, відома як сестра Анастазія.
Почала готувати після смерті матері коли їй було 17 років. Два роки працювала на склозаводі в Чехословаччині, а в 1973 році приєдналася до ордена. Там готувала для дітей-інвалідів, потім для краківської єзуїтської громади. Написала 17 книг з рецептами, першою з яких були «103 торти сестри Анастасії». Книг продали загалом 4 мільйони примірників. Її книги продаються, серед інших, у поштових відділеннях. У 2016 році оголосила про вихід на пенсію. За інформацією Ньюсвік, популярність серед іншого, книг Пустельник свідчать про прогресуючу емансипацію польських жіночих релігійних орденів, яка розпочалася в 90-х роках XX століття.